# Geochelone gymnesica
Geochelone gymnesica (abans Cheirogaster gymnesica) és una tortuga gegant extinta endèmica de l'illa de Menorca que habità al Miocè superior.
Dorothea Minola Bate, el 1914, descrigué a Menorca aquesta nova forma de tortuga gegant fòssil, que va denominar Testudo gymnesious. Més tard (1974), el seu nom fou revisat per Auffenberg, que la va anomenar Geochelone gymnesica.
L'espècie fou trobada en dos jaciments per Bate (Cala Es Pou i Caló dels Morts). Més recentment s'ha trobat un tercer jaciment al Cap de Binibeca.